# ADN (film, 2005)
Pour les articles homonymes, voir ADN (homonymie).
Pour plus de détails, voir Fiche technique et Distribution.
ADN est un documentaire français de Judith Cahen, sorti en 2005.

## Synopsis
Judith Cahen a réalisé ce film après avoir découvert le photographe espagnol David Nebreda. À partir de son œuvre perturbante elle mélange réflexions personnelles, dialogues vivants, quelques provocations, des corps dénudés et des citations de ses précédents films avec l’œuvre de Nebreda.
Au sujet de Nebreda, Judith Cahen déclare elle-même : « L'œuvre de David Nebreda, aussi aride et impressionnante soit-elle, est aussi généreuse ! Cela peut paraître paradoxal, mais, passé l'effroi, l'âpreté, on découvre une étrange douceur ».

## Fiche technique
- Titre : ADN
- Réalisation : Judith Cahen
- Scénario : Judith Cahen, Emmanuelle Mougne
- Société de production : Yakafokon
- Montage : Emmanuelle Mougne
- Pays d'origine :  France
- Format : couleur
- Genre : documentaire
- Durée : 67 minutes
- Date de sortie : 23 novembre 2005

## Distribution
- Valérie Brau-Anthony : Elle-même
- Judith Cahen : Elle-même
- Chiara Gallerani : Elle-même
- Éva Truffaut : Elle-même
- Philippe Sollers : 	Lui-même
- Jeanne Labrune : Elle-même
- Mathieu Lindon :  Lui-même
- Mallaury Nataf : Elle-même